# Scytodes itacuruassu
Scytodes itacuruassu là một loài nhện trong họ Scytodidae.
Loài này thuộc chi Scytodes. Scytodes itacuruassu được miêu tả năm 2006 bởi Rheims & Antonio D. Brescovit.